# Podróże Guliwera (film 2010)
Podróże Guliwera – amerykański film komediowo-przygodowy w reżyserii Roba Lettermana z 2010 roku. Film jest wyświetlany zarówno w technologii 3D, jak i w wersji tradycyjnej.
Scenariusz do filmu powstał na podstawie powieści Jonathana Swifta Podróże Guliwera.
Dystrybutorem filmu w Polsce jest Imperial – Cinepix.

## Fabuła
Lemuel Guliver to typowy Amerykanin – większość jego dnia to siedzenie przy biurku z kubkiem kawy. Ostatnio nie powodzi mu się w pracy – jego pracownik teraz został szefem i zmienia zasady. Guliver postanawia przeniesć się do działu wycieczek, który prowadzi Darcy Silverman, w której się skrycie podkochuje. Jego pierwsze zadanie to wyjazd na wyspy bermudzkie i zebranie materiałów do artykułu. Bohater udaje się łodzią na Bermudy, jednak po drodze napotyka potężny sztorm i trąbę wodną, która porywa go na dziwną wyspę, zamieszkaną przez małe ludziki. To dopiero początek przygód Gulivera.

## Obsada

### Wersja oryginalna
- Jack Black – Lemuel Gulliver
- Jason Segel – Horacy
- Emily Blunt – księżniczka Liliputów
- Amanda Peet – Darcy Silverman
- Billy Connolly – król Liliputów
- Catherine Tate – królowa Liliputów
- Chris O’Dowd – generał Edward
- T.J. Miller – Dan
- Olly Alexander – książę August

### Wersja polska
Opracowanie i udźwiękowienie wersji polskiej: Studio Sonica

Nagrania: Mafilm Audio Budapeszt

Reżyseria: Miriam Aleksandrowicz

Tłumaczenie: Arleta Walczak

Dialogi polskie: Joanna Kuryłko

Dźwięk: György Fék

Montaż: Agnieszka Stankowska

Organizacja produkcji: Agnieszka Kudelska

W wersji polskiej wystąpili:
- Zbigniew Zamachowski – Guliwer
- Agata Buzek – Darcy
- Andrzej Nejman – Horacy
- Leszek Lichota – generał Edward
- Monika Pikuła – księżniczka Mary

W pozostałych rolach:
- Stanisław Biczysko
- Karina Szafrańska
- Wojciech Medyński
- Jan Aleksandrowicz-Krasko
- Michał Konarski
- Zbigniew Kozłowski
- Rafał Fudalej
- Tomasz Błasiak
- Jacek Czyż
- Dorota Furtak
- Agnieszka Kudelska
- Dariusz Odija